# Historias : Les histoires n'existent que lorsque l'on s'en souvient
 (avril 2014).
Si vous disposez d'ouvrages ou d'articles de référence ou si vous connaissez des sites web de qualité traitant du thème abordé ici, merci de compléter l'article en donnant les références utiles à sa vérifiabilité et en les liant à la section « Notes et références ».
Pour plus de détails, voir Fiche technique et Distribution.
Historias : Les histoires n'existent que lorsque l'on s'en souvient (Histórias que Só Existem Quando Lembradas) est un film brésilien réalisé par Júlia Murat, sorti en 2011.
Le film a été présenté dans plus de 80 festivals, comme le Festival du Film de Venise, Festival du film de Toronto, Festival de Rotterdam et San Sebastian Film Festival et a remporté 36 prix. Il est le premier long métrage de fiction réalisé par Júlia Murat. Elle a par ailleurs réalisé un court métrage de fiction et un long métrage documentaire.

## Synopsis
Une ville tranquille avec seulement les résidents âgés reçoivent la visite d'un jeune photographe.

## Fiche technique
- Titre : Historias : Les histoires n'existent que lorsque l'on s'en souvient
- Titre original : Histórias que Só Existem Quando Lembradas
- Réalisation : Júlia Murat
- Scénario : Maria Clara Escobar, Júlia Murat et Felipe Sholl
- Musique : Lucas Marcier
- Photographie : Lucio Bonelli
- Montage : Marina Meliande
- Production : Christian Boudier, Juliette Lepoutre, Marie-Pierre Macia, Júlia Murat, Lúcia Murat, Felicitas Raffo et Julia Solomonoff
- Société de production : Taiga Filmes, MPM Film, CEPA Audiovisual, Bonfilm et Ancine
- Société de distribution : Bodega Films (France)
- Pays :  Brésil,  Argentine et  France
- Genre : drame
- Durée : 98 minutes
- Dates de sortie : 
  -  Italie : 2 septembre 2011 (Mostra de Venise)
  -  Brésil : 6 juillet 2012
  -  France : 18 juillet 2012

## Distribution
- Sonia Guedes : Madalena
- Luiz Serra : Antonio
- Lisa Fávero : Rita
- Ricardo Merkin : Padre